# Ficus cotinifolia
Ficus cotinifolia, es un árbol del género ficus perteneciente a la familia de las moráceas.

## Descripción
Son árboles, que alcanza un tamaño de 20 m de alto, iniciándose como epífitos y tornándose estranguladores; ramas jóvenes acostilladas, flocosas, gris claras. Hojas obovadas, ovadas a elípticas, 5.5–13 cm de largo y 3.5–6.5 cm de ancho, redondeadas a obtusamente obtusas en el ápice, redondeadas a levemente cordadas en la base, glabras, lisas, rígidamente cartáceas y café claras cuando secas, 4–7 pares de nervios secundarios, formando un marcado nervio submarginal, nervios terciarios ligeramente prominentes en el envés; pecíolos 2–9 cm de largo, flocosos pero tornándose glabros y la epidermis desprendiéndose, gris claros, estípulas 0.5–0.9 cm de largo, densamente flocosas, gosipinas con tricomas blancos. Higos 2 por nudo, globosos, 0.5–1 cm de diámetro, glabros, cremas, verdes con manchas moradas o cafés, ostíolo ligeramente hundido dentro de un anillo de tejido engrosado, sésiles, brácteas basales 2, 3–5 mm de largo, densamente puberulentas.

## Distribución y hábitat
Originaria de México a Costa Rica. Habita en clima cálido entre los 60 y los 1500 metros, asociada a vegetación perturbada de manglar, bosques tropicales caducifolio y subperennifolio, además de pastizal.

## Propiedades
Esta planta se emplea en estado de Guerrero para desinflamar el bazo: la "leche" de la planta se junta en jícaras y se bebe. Para la inflamación del abdomen se hace lo mismo, pero también se cubre este con hojas de "amate". En Morelos, para el paludismo, cortan las ramas, desprenden las hojas y dejan caer la "leche" en un vaso con agua “hasta que quede blanca”; se toma una vez al día por 3 o 4 días, “según le agarre de fuerte la enfermedad”. En Yucatán para la bronquitis, se toma por la noche un vaso de la infusión de las hojas y en los casos de “diligencias” las hojas se usan localmente.
Historia
En el siglo XVI, Francisco Hernández de Toledo señala: las hojas tienen naturaleza fría y curan las úlceras.

## Taxonomía
Ficus cotinifolia fue descrito en 1817 por Carl Sigismund Kunth en Nova Genera et Species Plantarum (quarto ed.) 2: 49.

### Etimología
Ficus: nombre genérico que se deriva del nombre dado en latín al higo.
cotinifolia: epíteto construido sobre Cotinus y el sufijo latino -folia (referente a las hojas), por el parecido de las hojas de la especie con las de este género de árboles.

### Sinonimia
- Ficus cotinifolia subsp. myxifolia (Kunth) Carvajal
- Ficus myxifolia Kunth & C.D.Bouché
- Ficus paraisoana Lundell
- Ficus subrotundifolia Greenm.
- Urostigma cotinifolium (Kunth) Miq.
- Urostigma guatemalanum Miq.
- Urostigma myxaefolium (Kunth & Bouché) Miq.[4]